# Иранцы в России
Иранцы в России (перс. ایرانیان روسیه‎) — живущие в Российской Федерации иранцы, граждане России или постоянно проживающие иностранцы иранского происхождения.
У иранцев долгая, тысячелетняя история пребывания на территории современной России, вплоть до Скифии и далее. Исторический центр этой территории находился на юге Дагестана и в значимом иранском городе Дербенте, поэтому территория периодически, вплоть до 1813 года, на протяжении многих столетий принадлежала иранцам, что приводило к притоку и расселению людей из основной части Ирана. В России есть две исторически сложившиеся иранские общины; таты, коренные жители Северного Кавказа, и горские евреи, происходящие от персидских евреев.

## Исторический контекст

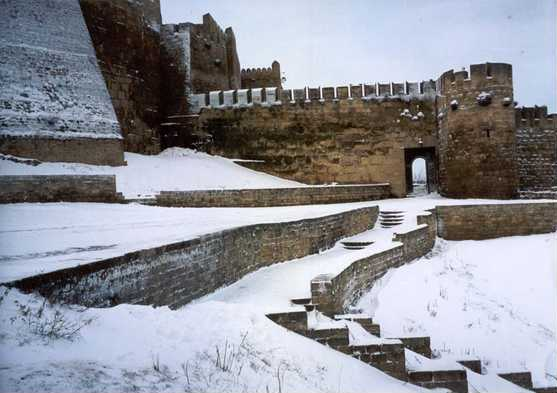
Дербент известен иранской крепостью Сасанидов, объектом Всемирного наследия ЮНЕСКО.

Кавказский регион исторически был включён в иранский мир и значительная его часть находилась под властью империй, основанных на территории современного Ирана; регион был то включён в состав империй, то находился под их влиянием. С начала XVI века до начала XIX века Закавказье и часть Северного Кавказа (в частности Дагестан) находились под властью сменявших друг друга иранских династий Сефевидов, Афшаридов и Каджаров. В XIX веке Иран уступил этот регион России по Гюлистанскому договору 1813 года и Туркманчайскому договору 1828 года.
Таты, коренные жители Северного Кавказа, происходят от иранских поселенцев времён Сасанидской империи.

## Иранское поселение в дагестанском Дербенте
Традиционно и исторически иранский город, первое значимое поселение в районе Дербента датируется VIII веком до нашей эры; это место периодически контролировалось персидскими монархами начиная с VI века до нашей эры. Современное название — персидское слово دربند Darband, означающее «ворота», оно вошло в обиход в конце V или начале VI века н. э., когда город был восстановлен Кавадом I из персидской династии Сасанидов, однако Дербент, вероятно, уже находился в сфере влияния Сасанидов в результате победы над парфянами и завоевания Кавказской Албании Шапуром I, первым шахом сасанидских персов. В V веке Дербент также выполнял функцию пограничной крепости и резиденции сасанидского марзпана.
Как упоминается в Энциклопедии Ираника, древнеиранские языковые элементы вошли в повседневную речь населения Дагестана и Дербента, особенно в сасанидскую эпоху, и многие из них остаются актуальными. Целенаправленная политика «персинизации» Дербента и Восточного Кавказа прослеживается на протяжении многих столетий, от Хосрова I до сефевидских шахов Исмаила I и Аббаса Великого. По сообщению в более поздней «Дербенд-наме», после постройки укреплений Хосров I «переселил сюда много народа из Персии» — около 3000 семей из внутренних районов Персии было переселено в Дербент и окрестные сёла. Это сообщение, по-видимому, подтверждается испанским арабом Хамидом Мохаммадом Харнати, который сообщил в 1130 году, что Дербент был населен многими этническими группами, включая большое количество персоязычного населения.
Дербент оставался ключевым иранским городом до тех пор, пока не был передан в 1813 году по Гюлистанскому договору. Коренная тат-персидская община Дербента и его окрестностей, происходящая от иранских миграций с территории современного Ирана, сильно сократилась с конца XIX века из-за ассимиляции и миграции обратно в Иран (а также в соседний Азербайджан).
При переписи населения Дагестанской области в 1886 году 8 994 (58,9 %) из 15 265 жителей Дербента были иранского происхождения (персами), таким образом они составляли абсолютное большинство в городе.

## Миграция и расселение от эпохи Сефевидов до конца Российской империи
В 1509 году в Дербенте поселились 500 тюркских семей караманлы из Тебриза. Неизвестное количество тюркоязычных курчи было переселено сюда в 1540 году. Спустя полвека в Дербент по приказу Аббаса I были переселены ещё 400 семей тюркоязычного рода Баят. Наконец, в 1741 году Надир-шах переселил в Дербент тюркоязычных Микри.
Ассимиляция заметно коснулась не только тюркоязычных народов Дагестана. В прошлом в южном Дагестане проживало большое татское (персидское) население, которое первоначально говорило на татском языке (диалекте персидского языка). В 1866 году их было 2500 человек, к 1929 году они проживали в семи селах, в том числе в Зидяне, Билгади, Верхнем Чалгане и Рукеле. Однако к началу XX века большинство из них стали говорить по-азербайджански и в последующие десятилетия приняли азербайджанскую идентичность.
Население приморских прикаспийских регионов исторически имело прочные экономические связи с Астраханью. В частности, азербайджанцы, известные местному населению как персы или шамахинские татары, были представлены в городе уже в 1879 году, когда их было около тысячи. В советские времена община росла и в 2010 году насчитывала 5737 человек, что сделало азербайджанцев четвёртой по величине этнической группой в области и составляло 1,31 % её общей численности населения.
Как говорится в Иранской энциклопедии, численность персов в Российской империи или на её территориях неуклонно возрастала во второй половине XIX века после того, как Каджарский Иран уступил России Кавказ по Гюлистанскому договору 1813 года и Туркменчайскому договору 1828 года. Мигранты приезжали в основном из северных провинций Персии (в основном иранского Азербайджана), они отправлялись на Кавказ и, в некоторой степени, в Среднюю Азию в поисках работы. Хотя основная часть мигрантов была вовлечена в ту или иную форму краткосрочной или циркулярной миграции, многие оставались в России на более длительный период времени или даже поселялись в ней.
Первые следы миграции были зафиксированы ещё в 1855 году. Британский консул в Тебризе К. Э. Эбботт сообщил, что только за два месяца российское консульство выдало более 3000 пропусков. Однако после 1880-х годов этот процесс набрал темпы и к началу века достиг масштабов и последовательности, достаточных для того, чтобы привлечь внимание многих учёных, путешественников и комментаторов того времени.
Согласно отчётам первой национальной переписи населения России 1897 года, цитируемым Иранской энциклопедией, по состоянию на 28 января 1897 года в различных частях империи было зарегистрировано около 74 000 персидских подданных. Из них примерно 28 процентов (21 000) составляли женщины. Самая крупная группировка жила в Кавказском регионе, на её долю приходилось 82 процента от общего числа населения. По данным переписи населения, в четырёх крупных городах региона — Баку, Елисаветполе (Гяндже), Ереване и Тбилиси — проживало до 53 000 человек, или около 72 процентов всех персов империи. Следующей после Кавказа по количеству персидских жителей была Средняя Азия, где их численность превышала 10 000 человек. Согласно тому же источнику [переписи 1897 года], персоязычных (не персидских подданных) насчитывалось всего около 32 тысяч, что позволяет предположить преобладание среди мигрантов азербайджаноязычных азербайджанцев.
Гендерный состав и географическое распределение персоязычных и персидских подданных на Кавказе (1897 г.)
|   | Регион и города | Мужчины и женщины | Мужчины | Женщины | Процент женщин |
| - | --------------- | ----------------- | ------- | ------- | -------------- |
| 1 | Кавказ          | 71 432            | 54 678  | 16 754  | 23,5           |
| 2 | Баку            | 29 941            | 22 012  | 7929    | 26,4           |
| 3 | Тбилиси         | 10 133            | 7,749   | 2384    | 23,5           |
| 4 | Ереван          | 8458              | 5,239   | 3219    | 38,0           |
| 5 | Елизаветполь    | 13 014            | 8,391   | 4623    | 35,5           |
| 6 | Дагестан        | 3571              | 2582    | 989     | 27,0           |

Существует множество рассказов путешественников и политических мемуаров, подтверждающих важность приведённых цифр, но их часто считают противоречивыми или несравнимыми. Однако Этнер отмечает, что дополнительную полезную информацию можно получить из данных о паспортах и визах, выданных в российских консульствах в Тебризе, Мешхеде, Реште и Астарабаде. Эти данные подтверждают картину постоянно растущего числа персидских путешественников в Россию: в среднем около 13 000 в год в период 1876—1890 годов возросло до более чем 67 000 на рубеже веков. Сообщалось, что к 1913 году в Россию прибыло более четверти миллиона персов (274 555 человек). В это число не включена нелегальная миграция, которая, по многим оценкам, также была значительной. Сообщалось, что такое же большое количество персов покидало Россию каждый год (например, 213 373 в 1913 году). Как далее утверждает Хакимян, по оценкам, чистая иммиграция на российские территории составляла около 25 000 человек каждый год в среднем в период с 1900 по 1913 год. Таким образом, общая численность персов в России перед Первой мировой войной, вероятно, составляла около полумиллиона.
По другим данным, в период революционных потрясений в обеих странах персидские рабочие в России сильно политизировались. Считалось, что во время забастовки 1906 года на медных рудниках и заводах Алаверди в Армении около 2500 персидских азербайджанцев составляли ядро забастовщиков. Эта политизация отразилась и в упомянутых выше насильственных экстрадициях 1905 года, согласно Беловов.
Персы также принимали участие в политической деятельности между Первой мировой войной и Октябрьской революцией. В 1914 году, как утверждает Чакери, рабочие, проживающие в Баку, приняли участие в уличных демонстрациях против начала войны. Вскоре после Октябрьской революции группа персидских рабочих в Баку основала партию «Эдалат», которая в 1920 году стала Коммунистической партией Ирана.